# Ахиллей
Ахиллей (Аврелий Ахиллей, лат. Aurelius Achilleus) — римский император-узурпатор в 297—298 годах. Аврелий Ахиллей был корректором Египта.
Многие источники свидетельствуют, что именно он был зачинщиком мятежа в Египте в 297 году, несмотря на то, что восстанием руководил Домиций Домициан. Но в 297 году Диоклетиан пошёл походом на мятежный Египет, и осадил Александрию. Домиций Домициан назначил Ахиллея руководителем обороны города и перед смертью в декабре 297 года, своим наследником. В марте 298 года Александрия сдалась и Ахиллей был взят в плен и казнён по приказу Диоклетиана.